# Gos d'atura català
El gos d'atura català o ca d'arrest és una raça de gos pròpia de Catalunya. És un gos pastor que es feia servir sobretot per vigilar els ramats durant el dia a la zona del Pirineu i a l'ocupada per la transhumància relacionada amb aquesta zona.

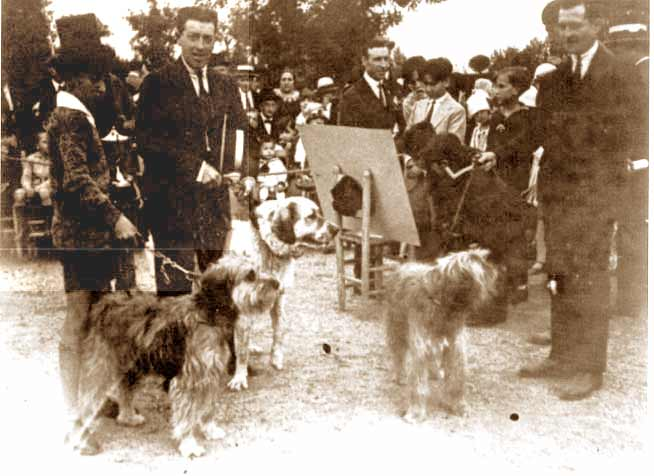
Presentació del Tac i l'Iris a l'Exposició Internacional de Barcelona de 1929

## Història
L'origen d'aquesta raça de gossos és la mateixa que la dels altres gossos de pastura de les altes muntanyes europees. Provenen dels gossos asiàtics arribats a Europa amb les invasions de bàrbars orientals i escampats per Europa pels romans. Així doncs té com a parents propers el Pastor dels Pirineus, el Gos da Serra de Aires, el Bergamasc, el Pastor polonès de les planes, el Puli i el Komondor hongaresos, i el Bobtail (o antic gos de pastor anglès) i el Bearded Collie britànics. També és possible que siguin parents llunyans dels gossos d'aigües com el Gos d'aigües espanyol, el Gos d'aigua portuguès i el Barbet. Tanmateix, en jaciments com els de Minferri s'ha trobat restes de gossos de mida i estructura semblants ja en el Neolític, cap al 2000 aC. Amb tot, no és possible determinar quan fa que hi ha exactament el que ara s'entén per gos d'atura català, ja que només es té dibuixos de dos-cents anys que testimoniïn la seva existència.
Dintre de la població heterogènia de gossos que vivia en els mateixos Pirineus s'han pogut seleccionar diversos gossos que han donat lloc a estàndards i races diferents com venen a ser el Pastor dels Pirineus, el Mastí dels Pirineus, el Gos de muntanya dels Pirineus, el Pastor basc o el mateix gos d'atura català. I dintre d'aquest grup encara ha estat possible seleccionar subgrups aïllats com són el gos d'atura aranès, el gos d'atura cerdà i el gos d'atura català de pèl curt per bé que no tenen cap reconeixement oficial.

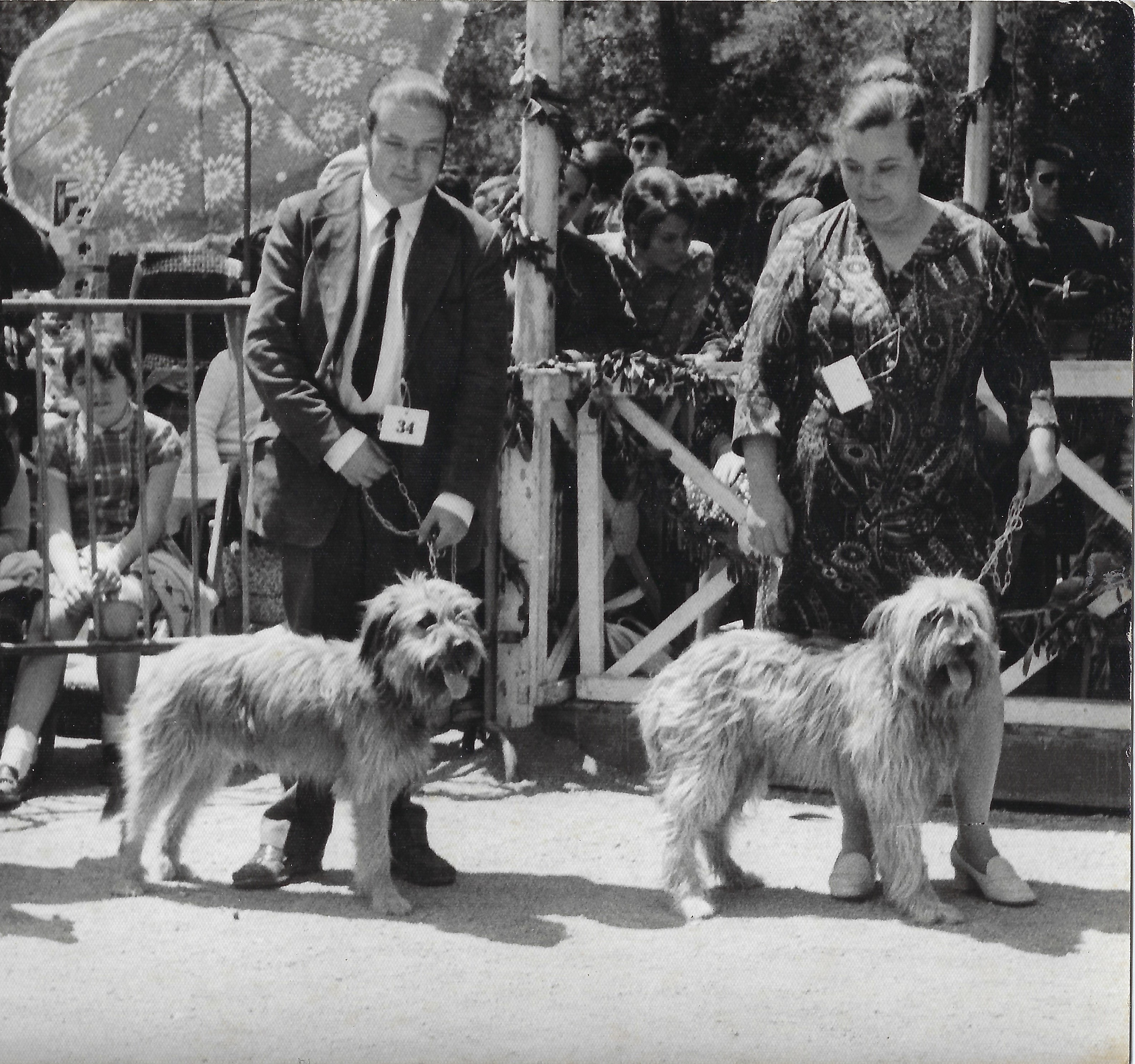
Àngel Jorba i la seva esposa Maria Gudayol presenten Tina i Menut a Barcelona el 1972

El 1919 es va reconèixer com a raça canina espanyola. El 1929 es va redactar el primer estàndard a partir de Tac i Iris, els dos guanyadors d'un concurs de gossos. Tot això no obstant, no va poder frenar la davallada de la raça. Amb l'arribada del turisme als Pirineus que és on es trobava més la raça, també varen arribar les races foranes, i el gos d'atura va ser considerat una mena de gos petaner infravalorat de tota la vida front els gossos estrangers que ja duien tantes dècades seleccionant-los i millorant-los, de manera que es va anar abandonant i barrejant amb altres races.
El que resulta evident és que faltava un criador entusiasta i amb criteri que comencés la cria moderna del gos d'atura i mirés de fixar el seu tipisme. Aquest criador, pare de la recuperació de la raça, va arribar en la persona d'Àngel Jorba que, durant la dècada dels 70, a partir d'algun gos trobat al Solsonès i al Berguedà, comença, sota l'afixe Laketània, la cria selectiva rigorosa del gos d'atura català. La sang i el tipisme dels seus magnífics gossos corre per les venes dels nostres gossos d'avui i han marcat per sempre més la raça.
El 1982 es va crear el Club del Gos d'Atura Català, varen començar a proliferar diversos criadors i el 1984 es va redactar un nou estàndard que és el que segueix en curs.

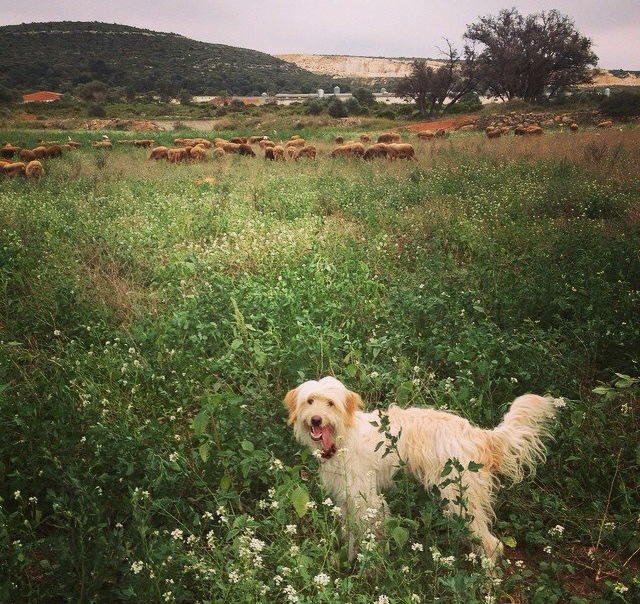
Gos d'atura català.

 Actualment el gos s'ha pogut estendre molt en comprovar-se que no només serveix per als ramats sinó també per a fer d'animal de companyia i se'n comptabilitzen més de 4.000 exemplars. Dades que són a la baixa, ja que no entren en el recompte els exemplars que no són de cria especialitzada que encara hi ha en les masies ni les varietats de pèl curt i cerdana que s'escapen dels cànons actuals fixats pel club per a la raça. Per tot plegat actualment es considera que la raça ja està fora de perill.

## Característiques

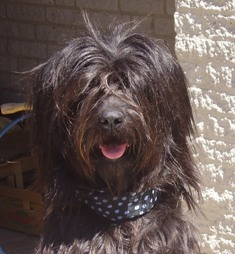
Gos d'atura català

- De 47 a 55 cm en els mascles i de 45 a 53 cm en les femelles.
- Estructura intermèdia i alçada mitjana. Lleugerament més llarg que alt, aproximadament en la proporció 9 a 8.

### Cap
- Fort, lleugerament convex i ample de base, sense que resulti pesat, ben proporcionat amb la resta del cos. La proporció crani-morro és de 4 a 3.
- Crani: Lleugerament més llarg que ample, amb un solc netament accentuat en el seu primer terç, que després s'aplana; i la resta, fins a l'occipital, forma una cresta. Os occipital pronunciat. El perfil superior del crani és lleugerament corbat i pot presentar un curt espai menys accentuat al centre. Les òrbites frontals ben desenvolupades, tant en sentit longitudinal com transversal. Arcs superciliars ben marcats.
- Depressió fronto-nasal (o stop): Ben visible, però no molt pronunciada.
- Morro: Recte, més aviat curt, en forma de piràmide truncada i amb les arestes arrodonides.
- Nas: Recte, proporcionat al cap, i sempre negre.
- Llavis: Més aviat grossos, recollits, d'un tall gairebé recte, el llavi inferior no cau. Intensament pigmentats de negre. També és negre el paladar.
- Dents: Fortes, de bona mida, blanques i sanes. Mossegada en tisora. En alguna ocasió, ullals despuntats, en els gossos que treballen.
- Ulls: Molt oberts, expressius, de mirada viva i intel·ligent. Arrodonits, de color ambre fosc i amb les parpelles envoltades de negre.
- Orelles: D'inserció alta, triangulars, fines i acabades en punxa. Cartílag d'inserció suau i gens gruixut, pengen enganxades al cap. Relació d'amplada-llargada de 8 a 10. Cobertes de pèls llargs que acaben amb un serrell. Mòbils. S'accepta que en gossos de treball se'ls retallin.

### Coll
- Vigorós, sòlid, musculós.
- Més aviat curt.
- Amb una proporció que li permet una bona mobilitat.
- Ben enganxat a l'esquena.

### Tronc
Lleugerament allargat, fort, musculós, amb sensació de força i agilitat.
- Creu: Destacada.
- Llom: Línia dorsal recta, gens ni mica ensellat, amb una lleugera elevació a la gropa que sempre és igual, o lleugerament menys elevada que la creu. A cop d'ull pot semblar que és més alta la gropa a causa del pèl i subpèl que hi té.
- Gropa: Robusta i musculosa, suaument inclinada.
- Pit: Ample, ben desenvolupat, arriba a l'alçada dels colzes. Costellam arquejat, no pla, per a obtenir una bona capacitat de treball.
- Ventre i costats: Ventre lleugerament recollit, amb els costats curts, però forts i ben marcats.

### Cua
- D'inserció més aviat baixa.
- Pot ésser llarga (sobrepassant lleugerament el garró) o curta (sense passar dels 10 cm).
- Hi ha exemplars anurs i, en els de treball, s'admet la cua tallada. La cua, quan el gos reposa, cau repenjada en la seva part inferior; també s'accepta en forma de sabre.
- En moviment, porta la cua alegrement, però mai enroscada al llom.
- Està coberta d'abundant pèl suaument arrissat.

### Potes davanteres

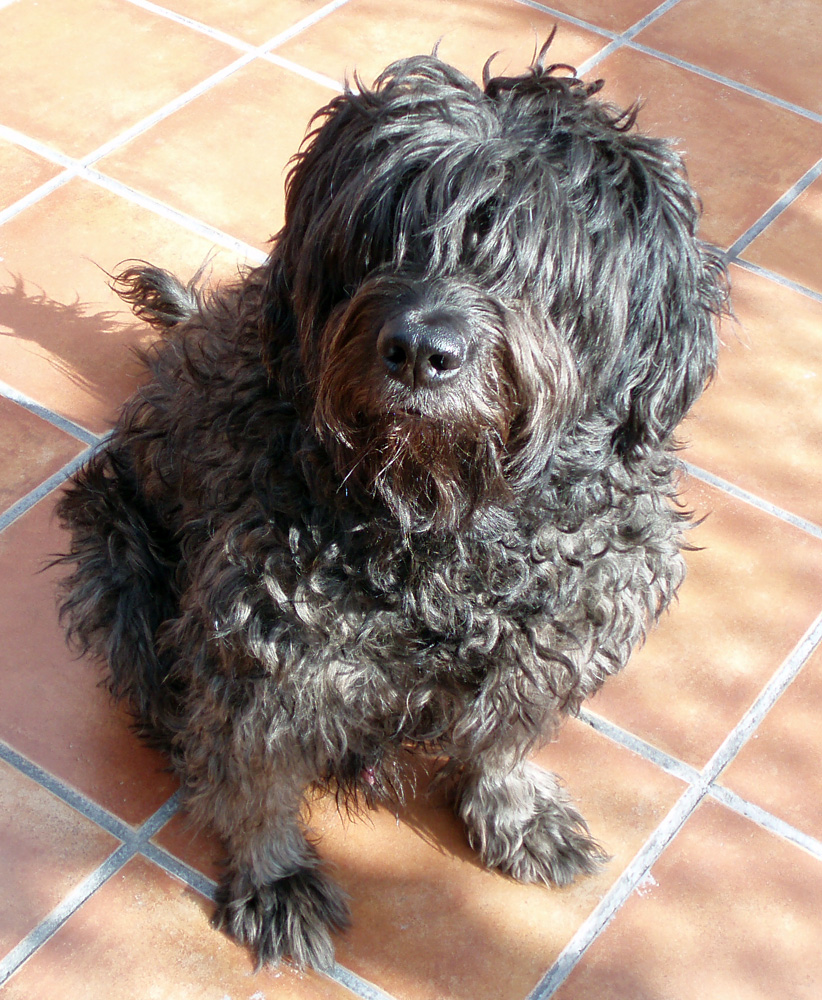
El gos d'atura català té una mida que oscil·la entre 47-55 cm en els mascles i 45-53 cm en les femelles

Les potes davanteres són fortes, segures, dretes i ben aplomades tant si es miren per davant com de costat.
- Proporcions: La distància colze-creu és aproximadament igual a la del colze-terra.
- Espatlla: Musculosa i forta, lleugerament obliqua.
- Braç: Fort i musculós, amb els colzes paral·lels, ni tancats ni oberts, ben enganxats al cos.
- Angle escàpulo-humeral: Aproximadament de 110°.
- Avantbraç: Vertical, fort, molt adequat per al treball.
- Angle humero-radial: Aproximadament de 135°.
- Carp i metacarp: Segueixen la mateixa verticalitat que l'avantbraç, i són més aviats curts.
- Potes: Ovalades, sotapeus negres i durs. Membranes interdigitals ben manifestes i cobertes d'abundants pèls. Ungles negres i fortes.

### Membres posteriors
Forts, musculats i ben aplomats, donant sensació de potència i agilitat.
- Cuixes: Llargues, amples i musculoses, amb ossos forts.
- Angle coxo-femoral: Aproximadament de 120°.
- Cames: D'os i músculs més aviat forts.
- Angle fèmoro-tibial: Aproximadament de 120º.
- Garrons: Més aviat baixos. Paral·lels i ben aplomats.
- Angle del garró: Aproximadament de 140°.
- Metatars: Més aviat curt, fort i vertical a terra.
- Potes: Iguals als anteriors, però presenten un doble esperó amb os, d'inserció baixa i units entre ells amb el primer dit del peu mitjançant una membrana interdigital.

### Marxa
- Suau, típica dels gossos de pastor.
- Només galopen en espais molt grans, la qual cosa fa que al "ring" la marxa típica sigui el trot curt, com fan tots els gossos amb esperons.

### Pell
- Més aviat gruixuda.
- Tensa en el cos i cap.
- Ben pigmentada.

### Pèl
- Llarg, estirat o molt poc arrissat.
- Aspre.
- Abundant subpèl, sobretot al terç posterior.
- En el cap té barba, bigoti, tupé i sobrecelles que permeten veure els ulls.
- Cua ben proveïda de pèl, igual que les extremitats.
- Quan muden el pèl succeeix un típic fenomen, ja que ho fa en dos temps.
  - En el primer, es canvia el pèl de la meitat davantera del gos, i dona la sensació que es tracta de dos mitjos gossos amb pèl diferent.
  - En el segon temps, canvia la meitat posterior i torna a igualar-se.

### Color

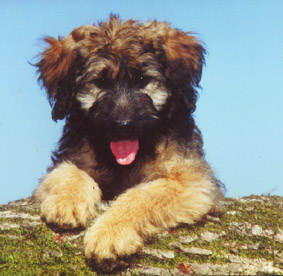
Cadell de gos d'atura de color neula

De lluny semblen monocroms, i poden presentar tonalitats més clares a les extremitats. Vistos de prop s'observa que la coloració ve donada per la barreja de pèls de diferents tonalitats: neula, terrós més o menys rogenc, gris, blanc i negre. Els colors bàsics que resulten de la barreja són:
- Neula: En les seves tonalitats clara, mitjana i fosca.
- Terra: Amb pèls de color terra, neula, blancs i negres. Amb tres tonalitats clara, mitjana i fosca.
- Gris: Format per pèls blancs, grisos i negres, amb tonalitats que poden anar del gris-argent al gris-negre. Si domina el negre i només combina amb pèls blancs, dona un negre amb aspecte de gebre.

També hi ha exemplars amb mescla de pèls negres, neula i terra rogenca que poden dominar en algunes parts, donant la sensació d'exemplars negre i foc.
No s'admeten les taques negres ni blanques. A vegades es toleren unes petites agrupacions de pèls blancs en forma d'estrella pectoral o en la part superior dels dits, que en cap cas no han d'anar acompanyades de l'ungla blanca.

### Defectes

#### Greus
- Cap pla o sense solc.
- Orelles en forma de rosa, mal implantades, amb el cartílag d'inserció fort, llargues o separades.
- Ulls clars.
- Li falten dos premolars.
- Lleuger prognatisme.
- Esquena ensellada.
- Membres o peus desviats.
- Alguna ungla blanca.
- Li falten ossos en els esperons o esperó simple.

#### Eliminatoris
- Manca de pigmentació en els llavis, nas, parpelles o paladar.
- Nas marró.
- Ulls blavosos.
- Taques blanques.
- Manca de més de dos premolars o de dues dents.
- Cua enrotllada sobre el llom.
- Manca d'esperons o de membranes interdigitals.
- Totes les ungles blanques.
- Més de 3 cm per excés o per defecte, sobre els límits de l'alçada.
- Cap amb aspecte de pastor dels Pirineus o briard.
- Prognatisme superior o inferior.
- Exemplars mascles monorquidis o criptorquidis.

## Cultura popular
- Cobi, la mascota de Barcelona 92, és un gos d'atura català dibuixat a l'estil cubista.